# داريل سوان
داريل سوان (بالإنجليزية: Darryl Swann)‏ هو منتج أسطوانات وملحن أمريكي، ولد في 25 أكتوبر 1965.

## وصلات خارجية
- الموقع الرسمي
- داريل سوان على موقع IMDb (الإنجليزية)
- داريل سوان على موقع ديسكوغز (الإنجليزية)